# Knock Me Down
Singles de Red Hot Chili Peppers
Behind the Sun
(1987) Higher Ground
(1989)
Knock Me Down est le premier single extrait de l'album Mother's Milk des Red Hot Chili Peppers. Il s'agit d'une chanson contre l'héroïne, celle-ci ayant causé la mort par overdose de l'ancien guitariste du groupe Hillel Slovak, et causant toujours des problèmes au chanteur Anthony Kiedis.

## Versions du single

### Single 7"
Face A
1. "Knock Me Down"

Face B
1. "Punk Rock Classic"
2. "Pretty Little Ditty"

### Single 12"
Face A
1. "Knock Me Down"
2. "Millionaires Against Hunger"

Face B
1. "Fire"
2. "Punk Rock Classic"